# 榊原康政
榊原康政（日语：／ Sakakibara Yasumasa，1548年—1606年6月19日）是日本戰國時代至江戶時代的武將和大名，上野國館林藩初代藩主。德川氏家臣。康政流榊原家初代當主。父親是榊原長政。幼名為於龜、龜丸。通稱小平太。正室為大須賀康高之女。德川四天王、德川十六神將之一。兒子有忠政（大須賀康高的養子）、忠長、康勝。

## 生平

### 繼任家督
本來榊原氏為松平氏的譜代家臣酒井忠尚的陪臣。天文17年（1548年），康政在三河國上野鄉出生，為家中次男，自幼跟隨松平元康（德川家康）成為小姓。在家康平定三河一向一揆時從軍，因戰功被家康賜與名字中的「康」字。從兄長清政繼承榊原家，理由是清政參加了暴亂，另有說法指是因為清政是被懷疑謀反的松平信康的近侍而被疏遠。
在永祿3年（1560年）13歲時元服，與同齡的本多忠勝成為旗本先手役並指揮50名騎馬部隊。以後在家康身邊以旗本身份活躍著。家康從駿河國的今川氏之下獨立並跟隨尾張國的織田信長，康政在之後的姉川之戰、三方原之戰、長篠之戰等多次戰鬥中獲得戰功。特別在姉川之戰中攻擊朝倉軍的側面獲得重大戰功。天正9年（1581年）的高天神城之戰中成為先陣。在翌年（1582年）的本能寺之變發生後跟隨家康穿越伊賀（伊賀越え）。

### 本能寺之變後

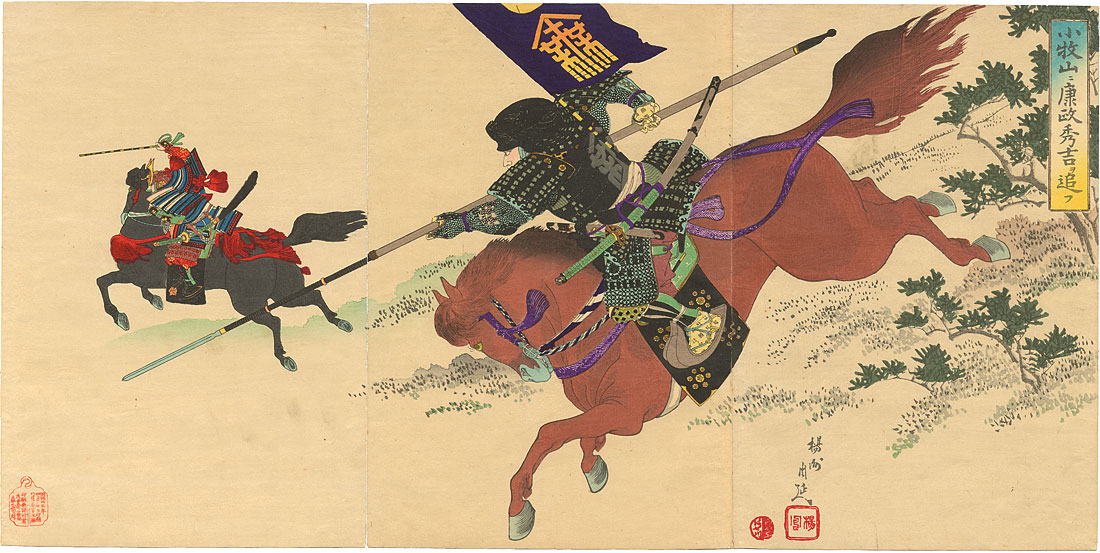
小牧・長久手之戰中的榊原康政（楊洲周延畫）

天正12年（1584年），家康與於信長死後嶄露頭角的羽柴秀吉（之後的豐臣秀吉）對立，參加小牧、長久手之戰。在該合戰中追擊崩潰的三好秀次（豐臣秀次），並討死了森長可和池田恆興。在江戶時代中成立的『藩翰譜』中，有康政寫著秀吉將織田家取而代之的檄文。被激怒的秀吉以10萬石懸賞康政的首級，而康政在羽黑之戰中獲得戰功。因而引起了秀吉注意，作為家康與秀吉和睦的使者前往京都。天正14年（1586年）11月，跟隨家康上洛，家康在同月5日進昇為正三位，康政在同月9日進昇為從五位下式部大輔。
天正18年（1590年），在小田原征伐中擔任德川軍的先手。同年家康移封到關東，康政被封到上野國館林城，與忠勝並列獲得家臣中第2位10萬石。致力於館林的堤防工事和街道整備。

### 江戶時期
慶長5年（1600年），在關原之戰時作為主力德川秀忠軍的軍監從軍，沿著中山道向美濃國前進，帶著家康出發命令的使者因為壞天氣而遲到，之後停止進攻信濃國上田城的真田昌幸，向著美濃前進時亦碰上壞天氣，與秀忠一起趕不及參戰（上田合戰）。根據『藩翰譜』記載，家康因為秀忠的失態而被激怒，全靠康政的調解，在伏見城的會面後秀忠才得到原諒。而且康政曾對秀忠進言應停止對上田城攻撃。
在關原合戰後成為老中，所領沒有増加，而且被家康疏遠。被家康冷待的其中一個可能性是，作為武功派家臣失態的康政被遠離。另有一說是因為康政討厭本多正信的權勢，考慮到老臣爭權是亡國的先兆，所以自己離開。一説是家康想康政加增轉封到水戶，但是康政以在關原之戰中沒有獲得戰功及在館林較容易到江戶城参勤等理由拒絕。家康被康政的態度所感動，於是把在神明前發誓的証文送予康政。
在慶長11年（1606年）5月14日於館林病死，終年59歲。因為長男忠政繼承了的大須賀家以及次男忠長夭折，由三男康勝繼承家督之位。大正4年（1915年）11月9日追贈正四位。

## 人物‧逸話

### 作為四天王的武略
- 在『武備神木抄』中，康政的武勇較本多忠勝差，但指揮部隊的能力比忠勝優勝而且能與井伊直政匹敵，同書還有「運用部隊方面，在軍事考慮上不足的忠勝，及不上兩將（康政和直政）」的描述（衆をよく使い、軍慮見切り等は忠勝、両将におよばず）。

- 在姉川之戰時屬於第二陣，此時命令部隊以一字形的陣列前進，並大聲高叫指示登岸，甚至趕上了酒井忠次隊，而作為先鋒的忠次隊亦慌忙進攻爭取戰功。戰後，家康對康政說「這個戰鬥方式，康政成為了典範」（この手の戦い方は、この度の康政が手本なり）。

- 秀吉死後，奉家康命令率領德川軍向近江國的瀨田進軍。這是一次示威行動，實際兵力只有3千人。但是康政在瀨田設置關所，向率領大軍的諸大名示威（『名將言行錄』）。

- 在三河大樹寺學習書法，以書法家之名廣為人知，為家康的書狀代筆。在小牧、長久手之戰時，正值前年信長三男信孝被秀吉殺害，於是寫了文字責備秀吉，那些秀麗的文字被記錄著（『名將言行錄』）。

### 幕府時期
- 關原之戰後，家康想以一直以來的功績賞賜水戶藩25萬石給康政，康政以在關原沒有戰功為理由辭退（『名將言行錄』）。

- 家康在關原之戰後，任命康政為秀忠的老中，康政以「老臣得到權力是亡國之兆」為由拒絶並返回領國，本多正信想挽留，不過趕不上（『名將言行錄』）。

- 康政病重之際，對家康冷淡對待武功派家臣的做法抱持不滿，對家康派遣來探望的使者說「我因為腸臟腐敗而死了」（わしは腸が腐って死ぬ）（康政以腐爛的腸比喻本多正信等吏僚派以示對他們的厭惡），籍此向大御所（家康）表達不滿（『名將言行錄』）。

### 其他
- 康政仕於家康時，穿著與水野信元的家人餞別時得到的具足参戰，因為有著高名，以後康政出陣時亦會帶著這個具足。

- 部隊戰旗為一個「無」字。

- 所用的「紺糸威南蠻胴具足」和「黑糸威二枚胴具足」，現在作為重要文化財在東京國立博物館收藏。

- 與同齡的本多忠勝自幼一同輔佐家康而關係良好，稱彼此為親友關係。在天正元年（1573年）進攻長篠城時與忠勝競賽爭取軍功。

- 與井伊直政為知心好友，二人有著深交，康政曾說過「知道大御所（家康）心中所想的，只有直政和我」（大御所の御心中を知るものは、直政と我計りなり）、「如果我比直政先死的話，直政會因此生病吧。而如果直政先死，我亦離死期不遠」（自分が直政に先立って死ぬようなことがあれば、必ず直政も病になるだろう。また直政が先立てば、自分の死も遠くない），直政從軍的話，康政就會安心，康政從軍的話，直政亦會安心（『武備神木抄』、『名將言行錄』）。

- 家康的嫡男松平信康非常勇猛但是偶有暴虐的一面，為此康政向信康不斷諫言，信康被激怒後要用弓箭射殺康政，但是康政完全無懼且處之泰然，信康被這樣的態度壓制，最後聽取了諫言（『名將言行錄』）。

- 家康向秀吉臣服後，秀吉指名要康政擔任使者。康政上京與秀吉會面時，秀吉說「在小牧的木牌上看到我的首級畫像後一直想召你前來問罪，不過和睦後想想只因各為其主你才這麼做，所以不會為難你，就是為了說這些而特別指名你來。我能像你的主人一樣稱呼你為小平太嗎？德川大人有著像小平太這樣的武將真是令人羨慕。賞賜你這次擔任使者的功勞，就賜予官位從五位下式部大輔吧」，並舉行慶祝宴。

## 子孫
- 在康政死後，家督由三男康勝繼承，但是康勝在大坂夏之陣後，在26歳時在沒有繼嗣的情況下死去。因此榊原氏有了斷絕的危機，不過幕府念在康政的功績，允許康政的長男大須賀忠政的長男‧即康政的孫兒榊原忠次繼承榊原家。後來忠次轉封到播磨姬路藩15萬石。

- 兄長清政的家系成為幕府的旗本並領有1千8百石，擔任駿河久能山東照宮的門衛。

- 江戶時代中期的榊原家當主榊原政岑與德川宗春一樣，在江戶公認賣春地區吉原流連，並買下當地的女郎，表現得相當闊綽。這些所作所為令到頒布儉約令的第8代將軍德川吉宗相當不滿，在這個榊原家的危機時期，以家康給予康政的神誓証文向幕府發出請求，於是被懲罰性的移封處分到表面石高同樣是15萬石的越後高田藩，從而達到了減輕處分的效果。

## 墓所・靈廟・神社
- 群馬縣館林市楠町的善導寺。
- 和歌山縣高野町高野山的奥之院。

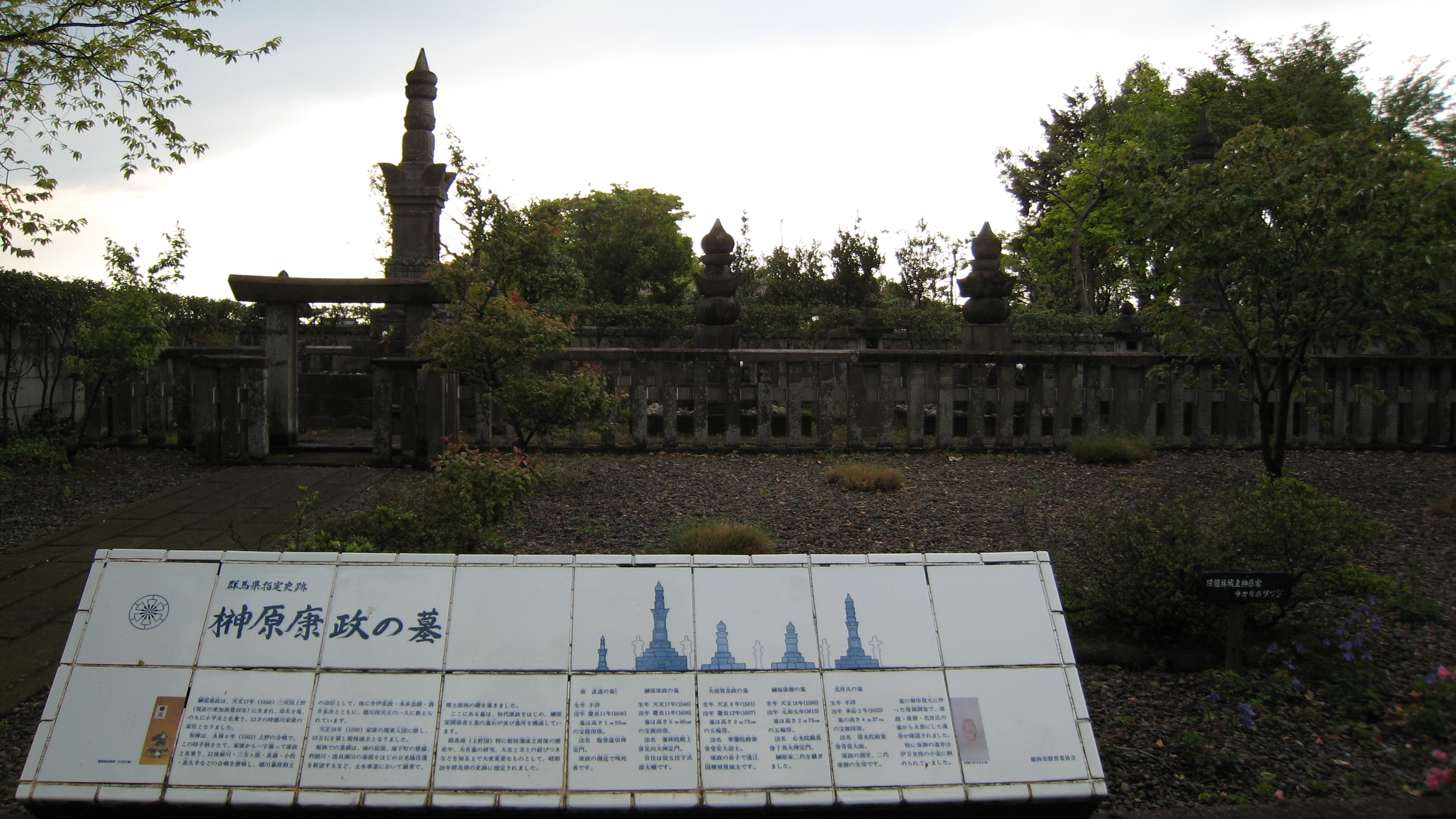
榊原康政之墓 善導寺（館林）

- 新潟縣上越市的榊神社，藏有相傳是康政着用的具足和馬印。

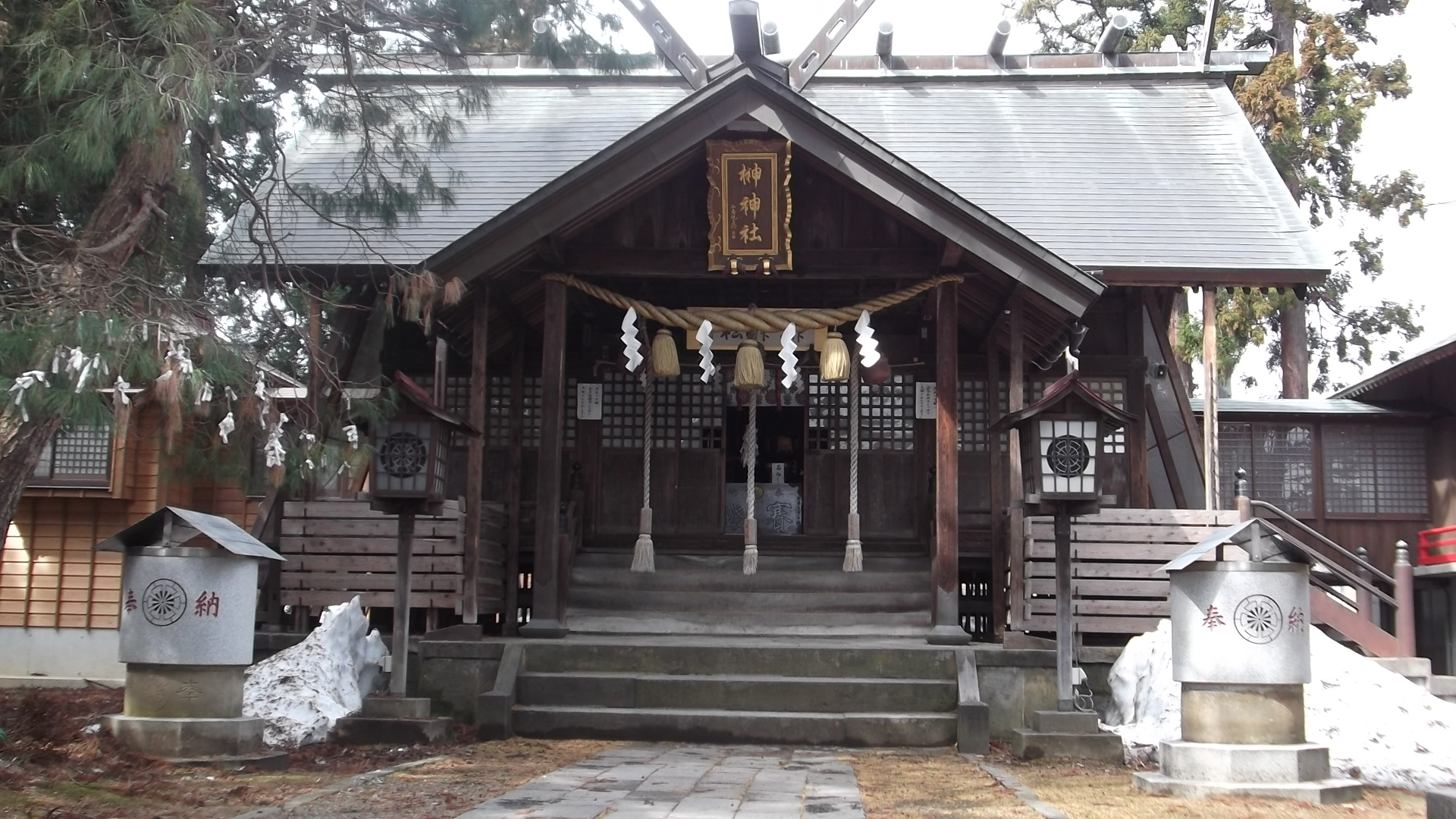
祭祀越後高田藩主榊原家的「榊神社」（新潟縣上越市）

## 其他
- 由昭和60年（1985年）開始，在與康政有關的4個城市舉辦名為的活動。這4個城市是：康政出生的愛知縣豐田市、康政逝世的群馬縣館林市、榊原家擔任城主的兵庫縣姬路市和新潟縣上越市。

## 登場作品
小說
- 榊原康政：支持家康且智勇兼備的武將（PHP研究所、菊池道人（日语：菊池道人）著）
- 德川四天王 讓家康取得天下的男人們（PHP研究所、川村真二（日语：川村真二）著）

影視劇
- 德川家康（1964年、NET、演：田村保）
- 宮本武藏 巖流島之決鬥（1965年、東映、演：高松錦之助）
- 戰國太平記 真田幸村（1966年、TBS・國際劇場、演：下元勉（日语：下元勉））
- 大坂城之女（日语：大坂城の女）（1970年、KTV、演：長島隆一）
- 國盜物語（日语：国盗り物語 (NHK大河ドラマ)）（1973年、NHK大河劇、演：大久保正信）
- 女太閤記（1981年、NHK大河劇、演：田邊宏章（日语：田辺宏章））
- 德川家康（1983年、NHK大河劇、演：荒木茂（日语：荒木しげる） → 内田勝正（日语：内田勝正））
- 春日局（1989年、NHK大河劇、演：中村方隆）
- 德川家康 戰國最後的勝利者（1992年、ANB、演：藤堂新二）
- 德川之女（日语：徳川の女）（1997年、TX、演：伊藤敏八）
- 影武者德川家康（日语：影武者徳川家康#テレビドラマ (1998年・テレビ朝日版)）（1998年、ANB、演：大木晤郎）
- 葵德川三代（2000年、NHK大河劇、演：清水紘治）
- 功名十字路（2006年、NHK大河劇、演：川野太郎）
- 天地人（2009年、NHK大河劇、演：川野太郎）
- 影武者德川家康（日语：影武者徳川家康#テレビドラマ (2014年・テレビ東京「新春ワイド時代劇」)）（2014年、TX、演：寺田農）
- 軍師官兵衛 （2014年、NHK大河劇、演：中村育二）
- 女城主 直虎（2017年、NHK大河劇、演：尾美利德）
- 家康、整建江戶（日语：家康、江戸を建てる）（2019年、NHK、演：上杉祥三）
- 怎麼辦家康（2023年、NHK大河劇、演：杉野遙亮）

## 外部連結
- 紺糸威南蛮胴具足／黒糸威二枚胴具足 （页面存档备份，存于）